# Constance Jeans
Constance Jeans (Reino Unido, 23 de agosto de 1899-31 de marzo de 1984) fue una nadadora británica especializada en pruebas de estilo libre, donde consiguió ser subcampeona olímpica en 1920 en los 4 x 100 metros.

## Carrera deportiva
En los Juegos Olímpicos de Amberes 1920 ganó la medalla de plata en los relevos de 4 x 100 metros estilo libre, con un tiempo 5:40.8 segundos), tras Estados Unidos (oro) y por delante de Suecia (bronce); sus compañeras de equipo fueron las nadadoras: Hilda James, Grace McKenzie y Charlotte Radcliffe.